# Charles-Ange Laisant
Charles-Ange Laisant (Indre, 1 de novembro de 1841 – 5 de maio de 1920) foi um político e matemático francês, nascido em Indre próximo a Nantes, e estudou na École Polytechnique como engenheiro militar.

## Política
Defendeu o forte de Issy no Sítio de Paris, e serviu na Córsega e Argélia em 1873.  Em 1876 renunciou sua comissão para entrar na Câmara como deputado por Nantes no interesse republicano, e em 1879 foi tornou diretor do Le Petit Parisien. Por alegada difamação do general Courtot de Cissey nesta publicação foi severamente multado.

## Matemática
Laisant não buscou a reeleição em 1893, e devotou-se deste então à matemática. Publicou duas obras sobre álgebra geométrica, Introduction à la Méthode des Quaternions (1881) e Théorie et applications des equipollences (1887). Foi também co-fundador de um periódico matemático, L'Intermédiaire des Mathématiciens com Émile Lemoine em 1894, e foi em 1888 presidente da Société mathématique de France.
O livro-texto sobre quaterniões foi um resumo do livro de Jules Hoüel, e o texto sobre equipolências foi baseado no trabalho de Giusto Bellavitis.

## Esperanto
O interesse de Laisant pela língua internacional esperanto começou após uma apresentação de Charles Méray em 1900. Assim como ele, Laisant a divulgou entre cientistas. Laisant foi vice-presidente da Sociedade Francesa para a Difusão do Esperanto (SFPE) e do Grupo de Esperanto de Paris em 1901. Contribuía regularmente com artigos em revistas especializadas e publicou brochuras em e sobre a língua. Sua obra Iniciação à Matemática foi publicada em esperanto em 1914 pela editora Hachette, sob o título Inicado Matematika.